# Statue de la paix de Kannonji
La Statue de la paix de Kannonji (平和観音寺) est une statue, un musée et un temple dans la ville d'Awaji au Japon. L'ensemble a été achevé en 1991 ; la statue de 100 m était alors la plus haute du monde. Mais une mauvaise gestion et de nombreux problèmes ont réduit l'ensemble à l'état de ruine, l'édifice en faillite est fermé depuis 2006.
Le propriétaire de la statue étant mort sans héritier, elle a été nationalisée le 30 mars 2020. Le ministère des finances a annoncé son intention de démolir tout le complexe pour 2022.